# Övremetsjön
Övremetsjön är en sjö i Storumans kommun i Lappland och ingår i Umeälvens huvudavrinningsområde. Sjön har en area på 0,573 kvadratkilometer och ligger 748,4 meter över havet. Övremetsjön ligger i Vindelfjällen Natura 2000-område. Sjön avvattnas av vattendraget Magasjöbäcken.

## Delavrinningsområde
Övremetsjön ingår i det delavrinningsområde (727960-152098) som SMHI kallar för Utloppet av Övremetsjön. Medelhöjden är 757 meter över havet och ytan är 2,92 kvadratkilometer. Det finns inga avrinningsområden uppströms utan avrinningsområdet är högsta punkten. Magasjöbäcken som avvattnar avrinningsområdet har biflödesordning 3, vilket innebär att vattnet flödar genom totalt 3 vattendrag innan det når havet efter 338 kilometer. Avrinningsområdet består mestadels av skog (73 procent). Avrinningsområdet har 0,71 kvadratkilometer vattenytor vilket ger det en sjöprocent på 24,2 procent.